# Нижнє Уеле
Нижнє Уеле (фр. Bas-Uele) - провінція Демократичної Республіки Конго, розташована на півночі-сході країни. Населення провінції - 1 093 845 чоловік (2005). Адміністративний центр - місто Бута.

## Географія
До конституційної реформи 2005 провінція Нижнє Уеле була частиною колишньої Східної провінції. На півночі провінція межує з Центральноафриканською Республікою, на сході з провінцією Верхнє Уеле, на заході з Екваторіальною провінцією. По території провінції протікає річка Уеле.

## Охорони здоров'я
У провінції поганий стан охорони здоров'я. У 2005 році був спалах епідемії чуми, в результаті чого померли 57 осіб .

## Території
- Акеті
- Анго
- Бамбеса
- Бондо
- Бута
- Поко